# Frédéric Makowiecki

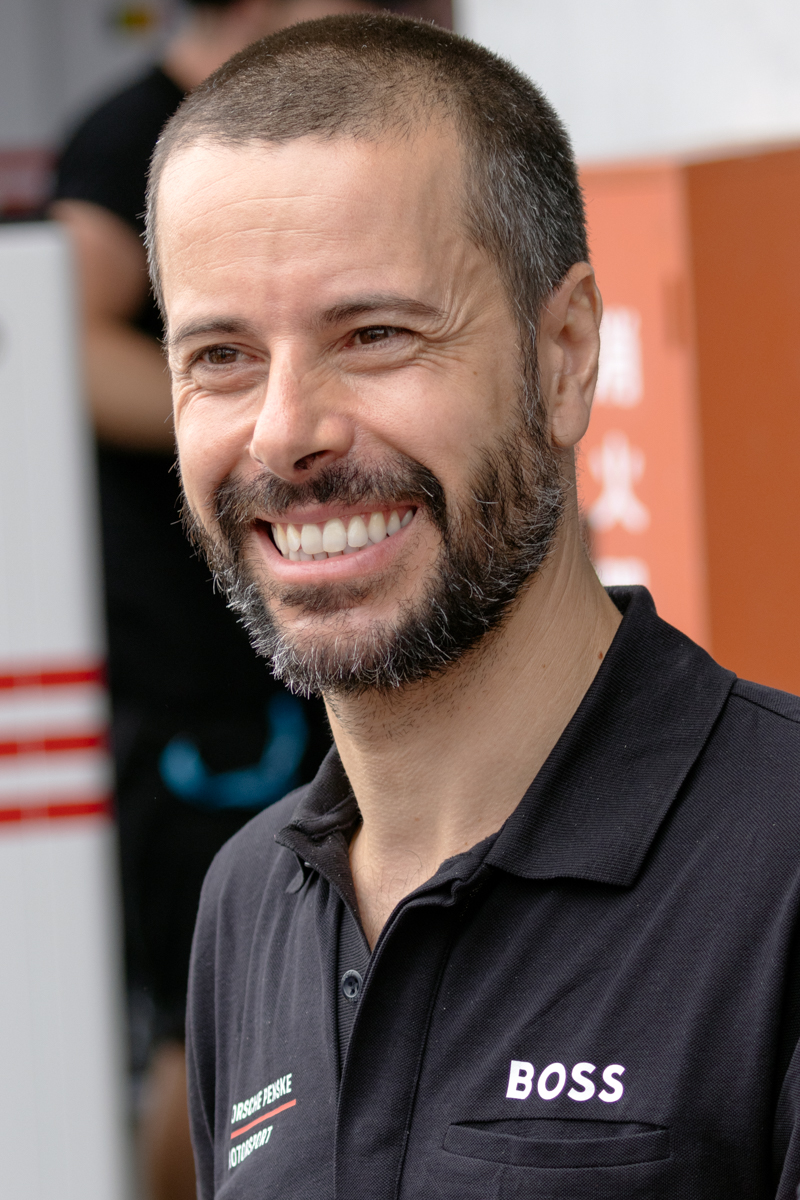
Frédéric Makowiecki 2024

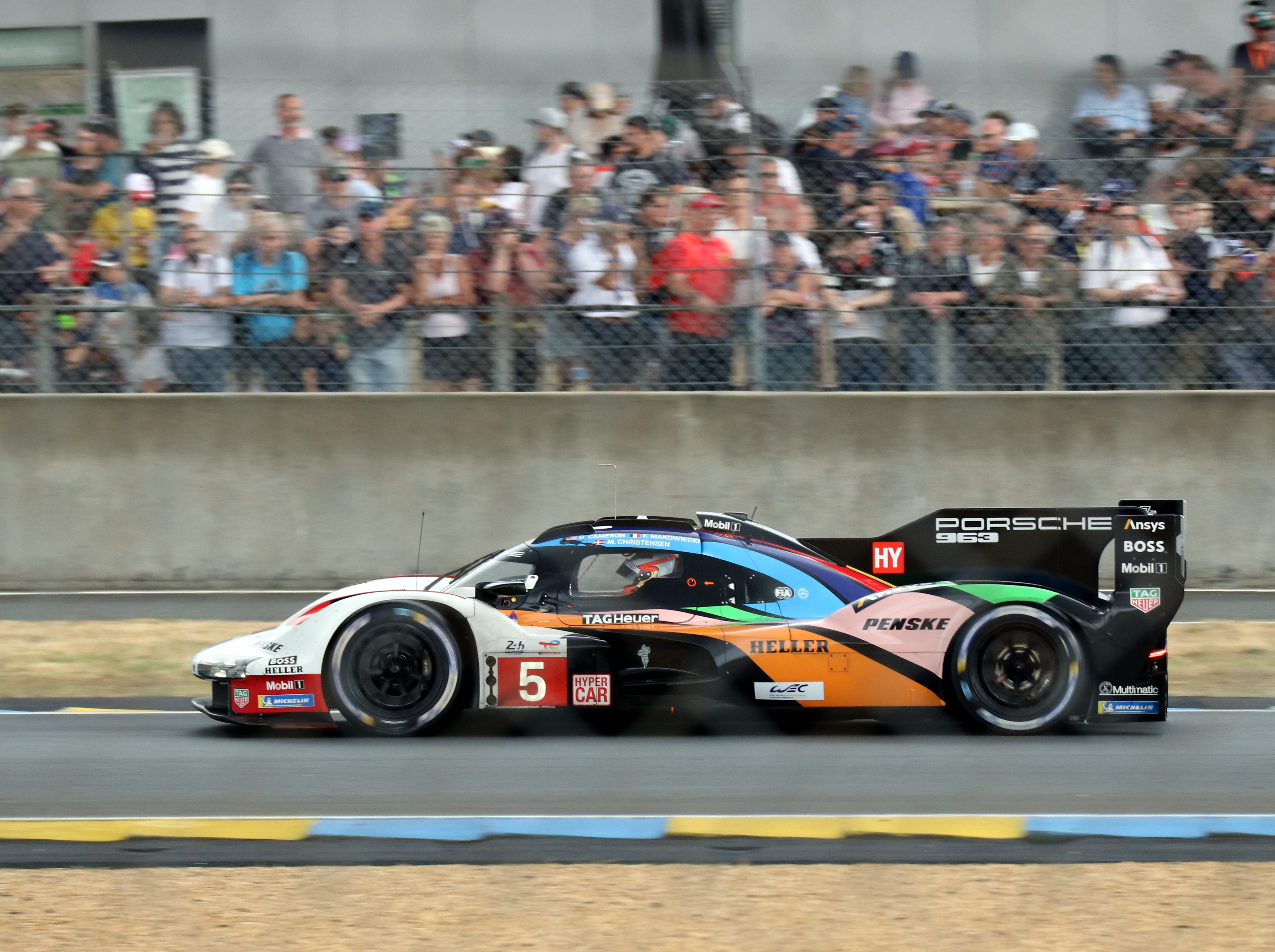
Der von Frédéric Makowiecki beim 24-Stunden-Rennen von Le Mans 2023 gefahrene Porsche 963

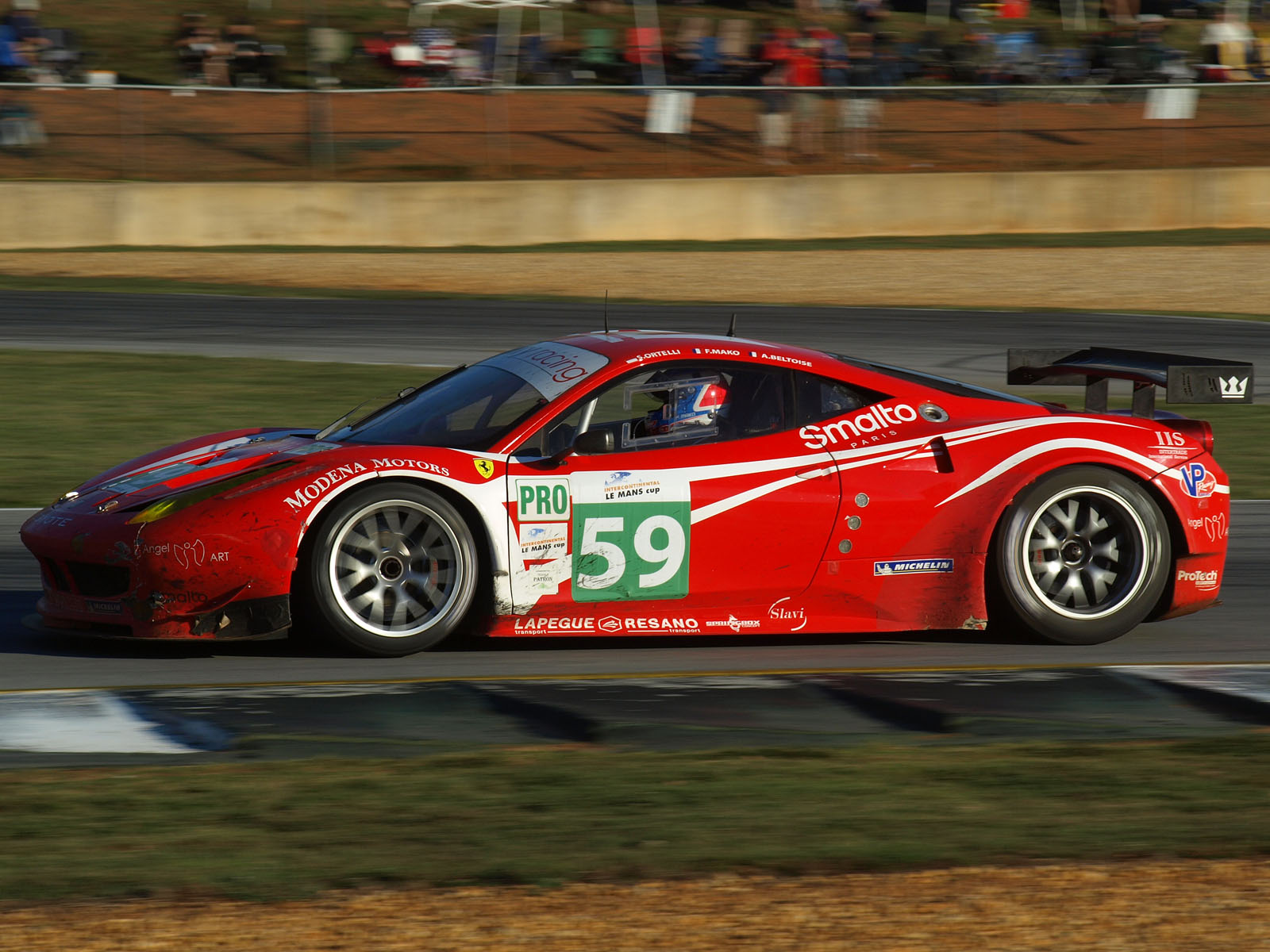
Frédéric Makowiecki im Ferrari 458 Italia GTC, beim Petit Le Mans 2011

Frédéric Makowiecki (* 22. November 1980 in Arras) ist ein französischer Rennfahrer. Er fuhr in der FIA-GT1-Weltmeisterschaft und trat ab 2012 in der FIA-Langstrecken-Weltmeisterschaft (WEC) an.

## Karriere
Nachdem Makowiecki seine Motorsportkarriere im Kartsport begonnen hatte, wechselte er 2000 zunächst in den Formelsport und wurde Vierter in der B-Klasse der französischen Formel-3-Meisterschaft. Nachdem er zwei Jahre an keiner Rennserie teilgenommen hatte, kehrte er 2003 in den Motorsport zurück und wurde 32. in der französischen GT-Meisterschaft sowie Neunter im französischen Porsche Carrera Cup. Während er 2004 nur im französischen Porsche Carrera Cup antrat und die Meisterschaft auf dem dritten Platz beendete, ging er 2005 nur in der französischen GT-Meisterschaft an den Start und wurde Sechster.
2006 wurde Makowiecki hinter Anthony Beltoise Vizemeister im französischen Porsche Carrera Cup. Außerdem startete er in dieser Saison in der FIA GT3-Europameisterschaft und belegte am Saisonende den 21. Gesamtrang. Darüber hinaus debütierte er in der FIA-GT-Meisterschaft und trat dort zu einem Rennen an. 2007 belegte Makowiecki, diesmal hinter Patrick Pilet, erneut den zweiten Gesamtrang im französischen Porsche Carrera Cup. Außerdem wurde er Fünfter in der französischen GT-Meisterschaft und Zehnter in der FIA GT3-Europameisterschaft. 2008 beendete er den französischen Porsche Carrera Cup auf dem vierten Gesamtrang und wiederholte den zehnten Platz in der FIA GT3-Europameisterschaft. Außerdem wurde er Achter in der französischen GT-Meisterschaft und startete erneut bei einem Rennen in der FIA-GT-Meisterschaft. Darüber hinaus debütierte er in der Le Mans Series, in der er Sechster in der LMGT1-Wertung wurde, und im ADAC GT Masters, in dem er als Gaststarter ein Rennen gewann.
2009 gewann Makowiecki drei Rennen des französischen Porsche Carrera Cups und wurde Dritter in dieser Serie. In der FIA GT3-Europameisterschaft erzielte er mit dem vierten Gesamtrang seine bis dahin beste Gesamtplatzierung. Außerdem wurde er 19. in der GT2-Wertung der FIA-GT-Meisterschaft und 31. der International GT Open. 2010 trat Makowiecki für Hexis AMR in einem Aston Martin DBR9 in der neuen FIA-GT1-Weltmeisterschaft an. Mit wechselnden Teamkollegen gewann er zweimal das Qualifikations- und einmal das Meisterschaftsrennen. In der Fahrerweltmeisterschaft wurde er Dritter. Außerdem gelang es ihm in dieser Saison den Meistertitel im französischen Porsche Carrera Cup zu gewinnen. In der FIA GT3-Europameisterschaft wurde er Fünfter, in der französischen GT-Meisterschaft Zwölfter und in der International GT Open 26. 2011 blieb Makowiecki in der FIA-GT1-Weltmeisterschaft. Für das Marc VDS Racing Team trat er zu sechs von zehn Veranstaltungen als Teamkollege von Maxime Martin an. Die beiden gewannen drei Qualifikations- und ein Meisterschaftsrennen. Makowiecki wurde Elfter in der Weltmeisterschaft. Darüber hinaus nahm er für Hexis AMR an der kompletten Saison der Blancpain Endurance Series teil. Dort wurde er Zehnter im GT3 Pro Cup. Neben zwei Starts in der SPEED EuroSeries, nahm Makowiecki an Langstreckenrennen für Luxury Racing in einem Ferrari 458 GTC bzw. Ferrari 458 Italia teil. Unter anderem debütierte er beim 24-Stunden-Rennen von Le Mans.
2012 kehrte Makowiecki in der FIA-GT1-Weltmeisterschaft zu Hexis zurück. Sein Team arbeitet in der Saison mit McLaren zusammen. Sein Teamkollege wurde Stef Dusseldorp. Darüber hinaus startet Makowiecki für Luxury Racing in der ersten Saison der FIA-Langstrecken-Weltmeisterschaft (WEC). In dieser belegte er nach dem ersten Rennen den 34. Platz in der Fahrerwertung.

## Statistik

### Karrierestationen
| - 2000: Französische Formel 3, Klasse-B (Platz 4) - 2003: Französische GT-Meisterschaft (Platz 32) - 2003: Französischer Porsche Carrera Cup (Platz 9) - 2004: Französischer Porsche Carrera Cup (Platz 3) - 2005: Französische GT-Meisterschaft (Platz 6) - 2006: Französischer Porsche Carrera Cup (Platz 2) - 2006: FIA GT3-Europameisterschaft (Platz 21) - 2006: FIA-GT-Meisterschaft, GT1 - 2007: Französischer Porsche Carrera Cup (Platz 2) - 2007: FIA GT3-Europameisterschaft (Platz 10) - 2007: Französische GT-Meisterschaft (Platz 5) | - 2008: Französischer Porsche Carrera Cup (Platz 4) - 2008: FIA GT3-Europameisterschaft (Platz 10) - 2008: Französische GT-Meisterschaft (Platz 8) - 2008: Le Mans Series, LMGT1 (Platz 6) - 2008: FIA-GT-Meisterschaft, GT1 - 2009: Französischer Porsche Carrera Cup (Platz 3) - 2009: FIA GT3-Europameisterschaft (Platz 4) - 2009: FIA-GT-Meisterschaft, GT2 (Platz 19) - 2009: International GT Open (Platz 31) - 2010: FIA-GT1-Weltmeisterschaft (Platz 3) - 2010: Französischer Porsche Carrera Cup (Meister) | - 2010: FIA GT3-Europameisterschaft (Platz 5) - 2010: Französische GT-Meisterschaft (Platz 12) - 2010: International GT Open (Platz 26) - 2011: FIA-GT1-Weltmeisterschaft (Platz 11) - 2011: Blancpain Endurance Series, GT3 Pro Cup (Platz 10) - 2011: Le Mans Series, LMGTE Pro - 2011: ALMS, GT - 2011: SPEED EuroSeries (Platz 49) - 2012: FIA-GT1-Weltmeisterschaft - 2012: WEC - 2013: Super GT - 2013: WEC - 2014: WEC |

### Le-Mans-Ergebnisse
| Jahr | Team                             | Fahrzeug                 | Teamkollege        | Teamkollege         | Platzierung             | Ausfallgrund |
| ---- | -------------------------------- | ------------------------ | ------------------ | ------------------- | ----------------------- | ------------ |
| 2011 | Luxury Racing                    | Ferrari 458 Italia GTC   | Stéphane Ortelli   | Jaime Melo          | Ausfall                 | Unfall       |
| 2012 | Luxury Racing                    | Ferrari 458 Italia GTC   | Dominik Farnbacher | Jaime Melo          | Rang 18                 |              |
| 2013 | Aston Martin Racing              | Aston Martin Vantage GTE | Bruno Senna        | Rob Bell            | Ausfall                 | Unfall       |
| 2014 | Porsche AG Team Manthey          | Porsche 911 RSR          | Marco Holzer       | Richard Lietz       | Rang 17                 |              |
| 2015 | Porsche Team Manthey             | Porsche 911 RSR          | Patrick Pilet      | Wolf Henzler        | Ausfall                 | Wagenbrand   |
| 2016 | Porsche Motorsport North America | Porsche 911 RSR          | Jörg Bergmeister   | Earl Bamber         | Ausfall                 | Aufhängung   |
| 2017 | Porsche GT Team                  | Porsche 911 RSR          | Patrick Pilet      | Richard Lietz       | Rang 20                 |              |
| 2018 | Porsche GT Team                  | Porsche 991 RSR GTE      | Gianmaria Bruni    | Richard Lietz       | Rang 16                 |              |
| 2019 | Porsche GT Team                  | Porsche 991 RSR GTE      | Gianmaria Bruni    | Richard Lietz       | Rang 21                 |              |
| 2020 | Porsche GT Team                  | Porsche 991 RSR-19       | Gianmaria Bruni    | Richard Lietz       | Rang 31                 |              |
| 2021 | Porsche GT Team                  | Porsche 991 RSR-19       | Gianmaria Bruni    | Richard Lietz       | Rang 23                 |              |
| 2022 | Porsche GT Team                  | Porsche 991 RSR-19       | Gianmaria Bruni    | Richard Lietz       | Rang 28 und Klassensieg |              |
| 2023 | Porsche Penske Motorsport        | Porsche 963              | Dane Cameron       | Michael Christensen | Rang 16                 |              |
| 2024 | Porsche Penske Motorsport        | Porsche 963              | Matt Campbell      | Michael Christensen | Rang 6                  |              |
| 2025 | Alpine Endurance Team            | Alpine A424              | Jules Gounon       | Mick Schumacher     | Rang 10                 |              |

### Sebring-Ergebnisse
| Jahr | Team                      | Fahrzeug           | Teamkollege      | Teamkollege         | Teamkollege      | Platzierung             | Ausfallgrund |
| ---- | ------------------------- | ------------------ | ---------------- | ------------------- | ---------------- | ----------------------- | ------------ |
| 2011 | Luxury Racing             | Ferrari 458 Italia | Stéphane Ortelli | Jean-Denis Delétraz |                  | Rang 28                 |              |
| 2012 | Luxury Racing             | Ferrari 458 Italia | Jaime Melo       | Jean-Karl Vernay    |                  | Ausfall                 | Defekt       |
| 2015 | Porsche North America     | Porsche 911 RSR    | Earl Bamber      | Nick Tandy          | Jörg Bergmeister | Rang 21                 |              |
| 2016 | Porsche North America     | Porsche 911 RSR    | Earl Bamber      | Michael Christensen |                  | Rang 12                 |              |
| 2017 | Porsche GT Team           | Porsche 911 RSR    | Patrick Pilet    | Dirk Werner         |                  | Rang 13                 |              |
| 2018 | Porsche GT Team           | Porsche 911 RSR    | Patrick Pilet    | Nick Tandy          |                  | Rang 10 und Klassensieg |              |
| 2019 | Porsche GT Team           | Porsche 911 RSR    | Patrick Pilet    | Nick Tandy          |                  | Rang 10 und Klassensieg |              |
| 2020 | Porsche GT Team           | Porsche 911 RSR-19 | Earl Bamber      | Nick Tandy          |                  | Rang 12 und Klassensieg |              |
| 2024 | Porsche Penske Motorsport | Porsche 963        | Mathieu Jaminet  | Nick Tandy          |                  | Rang 9                  |              |

### Einzelergebnisse in der FIA-Langstrecken-Weltmeisterschaft
| Saison  | Team                  | Rennwagen                | 1   | 2   | 3   | 4   | 5   | 6   | 7   | 8   | 9   |
| ------- | --------------------- | ------------------------ | --- | --- | --- | --- | --- | --- | --- | --- | --- |
| 2012    | Luxury Racing         | Ferrari 458 Italia       | SEB | SPA | LEM | SIL | SAO | BAH | FUJ | SHA |     |
| 2012    | Luxury Racing         | Ferrari 458 Italia       | DNF | 20  | 18  |     |     |     |     |     |     |
| 2013    | Aston Martin Racing   | Aston Martin Vantage GTE | SIL | SPA | LEM | SAO | AUS | FUJ | SHA | BAH |     |
| 2013    | Aston Martin Racing   | Aston Martin Vantage GTE | 16  | 16  | DNF |     | 12  | 13  |     |     |     |
| 2014    | Manthey-Racing        | Porsche 911 RSR          | SIL | SPA | LEM | AUS | FUJ | SHA | BAH | SAO |     |
| 2014    | Manthey-Racing        | Porsche 911 RSR          | 7   | 21  | 17  | 12  | 23  | 16  | 17  | 8   |     |
| 2015    | Manthey-Racing        | Porsche 911 RSR          | SIL | SPA | LEM | NÜR | AUS | FUJ | SHA | BAH |     |
| 2015    | Manthey-Racing        | Porsche 911 RSR          | 15  | 17  | DNF | 16  | 15  | 15  | 16  | 18  |     |
| 2016    | Porsche North America | Porsche 911 RSR          | SIL | SPA | LEM | NÜR | MEX | AUS | FUJ | SHA | BAH |
| 2016    | Porsche North America | Porsche 911 RSR          | DNF |     |     |     |     |     |     |     |     |
| 2017    | Porsche GT Team       | Porsche 911 RSR          | SIL | SPA | LEM | NÜR | MEX | AUS | FUJ | SHA | BAH |
| 2017    | Porsche GT Team       | Porsche 911 RSR          | 15  | 21  | 20  | 16  | 16  | 18  | 12  | 15  | 17  |
| 2018/19 | Porsche GT Team       | Porsche 991 RSR          | SPA | LEM | SIL | FUJ | SHA | SEB | SPA | LEM |     |
| 2018/19 | Porsche GT Team       | Porsche 991 RSR          |     |     | 16  |     |     |     |     | 21  |     |
| 2019/20 | Porsche GT Team       | Porsche 991 RSR          | SIL | FUJ | SHA | BAH | AUS | SPA | LEM | BAH |     |
| 2019/20 | Porsche GT Team       | Porsche 991 RSR          |     |     |     | 31  |     |     |     |     |     |
| 2021    | Porsche GT Team       | Porsche 991 RSR          | SPA | POR | MON | LEM | BAH | BAH |     |     |     |
| 2021    | Porsche GT Team       | Porsche 991 RSR          |     | 17  |     | 23  |     | 18  |     |     |     |
| 2022    | Porsche GT Team       | Porsche 911 RSR          | SEB | SPA | LEM | MON | FUJ | BAH |     |     |     |
| 2022    | Porsche GT Team       | Porsche 911 RSR          |     |     | 28  | 19  |     |     |     |     |     |
| 2023    | Penske Porsche        | Porsche 963              | SEB | POR | SPA | LEM | MON | FUJ | BAH |     |     |
| 2023    | Penske Porsche        | Porsche 963              | 5   | 35  | 4   | 16  | 4   | 36  | 7   |     |     |
| 2024    | Penske Porsche        | Porsche 963              | KAT | IMO | SPA | LEM | SAO | AUS | FUJ | BAH |     |
| 2024    | Penske Porsche        | Porsche 963              | 3   | 3   | DNF | 6   | 3   | 7   | DNF | 2   |     |
| 2025    | Alpine Team           | Alpine A424              | KAT | IMO | SPA | LEM | SAO | AUS | FUJ | BAH |     |
| 2025    | Alpine Team           | Alpine A424              | 13  | 3   | 3   | 10  | 9   |     |     |     |     |